# Château de Vaulruz
Le château de Vaulruz est un château situé dans la commune de Vaulruz au sein du district de la Gruyère dans le canton de Fribourg en Suisse.

## Histoire
Le château de Vaulruz semble dater du XIIIe siècle.
Au début du XIVe siècle, la seigneurie de Vaulruz appartient à Guillaume (Mermet) de Blonay. En 1302 ou 1303, celui-ci vend Vaulruz à Louis II de Vaud, qui remanie fortement le château.
En 1359, Catherine de Namur, fille de Louis II de Vaud, vend Vaulruz au comte Amédée VI de Savoie. En 1387, à la suite de l'incendie du bourg, Amédée VII de Savoie fait inspecter le château par Jean de Liège, qui liste les travaux qui y sont à entreprendre. L'état des lieux témoigne d'un château en très mauvais état, qui est vendu la même année aux frères Jacques et Antoine Champion, originaires de Saint-Michel-de-Maurienne.
En 1475, lors des guerres de Bourgogne, le château est fortement endommagé.
En mars 1536, les bourgeois de Vaulruz acceptent la suzeraineté de Fribourg. En 1538, la seigneurie est érigée en bailliage après son achat par Fribourg. Le bailliage subsiste jusqu'en 1798, avant de faire partie du district de Bulle jusqu'en 1848, puis de celui de la Gruyère. En 1824, l'État de Fribourg vend le château au docteur Ody, syndic de Vaulruz. Celui-ci le cède à la paroisse en 1859. Il sert alors de cure jusqu'en 1895.
En 1903, on installe une école ménagère dans le château. Vers 1910, le bâtiment est restauré. En 1915, le château sert de refuges pour des enfants belges lors de la Première Guerre mondiale, avant d'accueillir un orphelinat dès 1919.
Le château est actuellement géré par la Société Coopérative du Château de Vaulruz et accueille divers évènements privés. L'inventaire suisse des biens culturels d'importance nationale et régionale référence le château de Vaulruz en tant qu'objet B - bien culturel d'importance régionale - avec le numéro KGS 2340.

## Galerie

Vues du château de Vaulruz
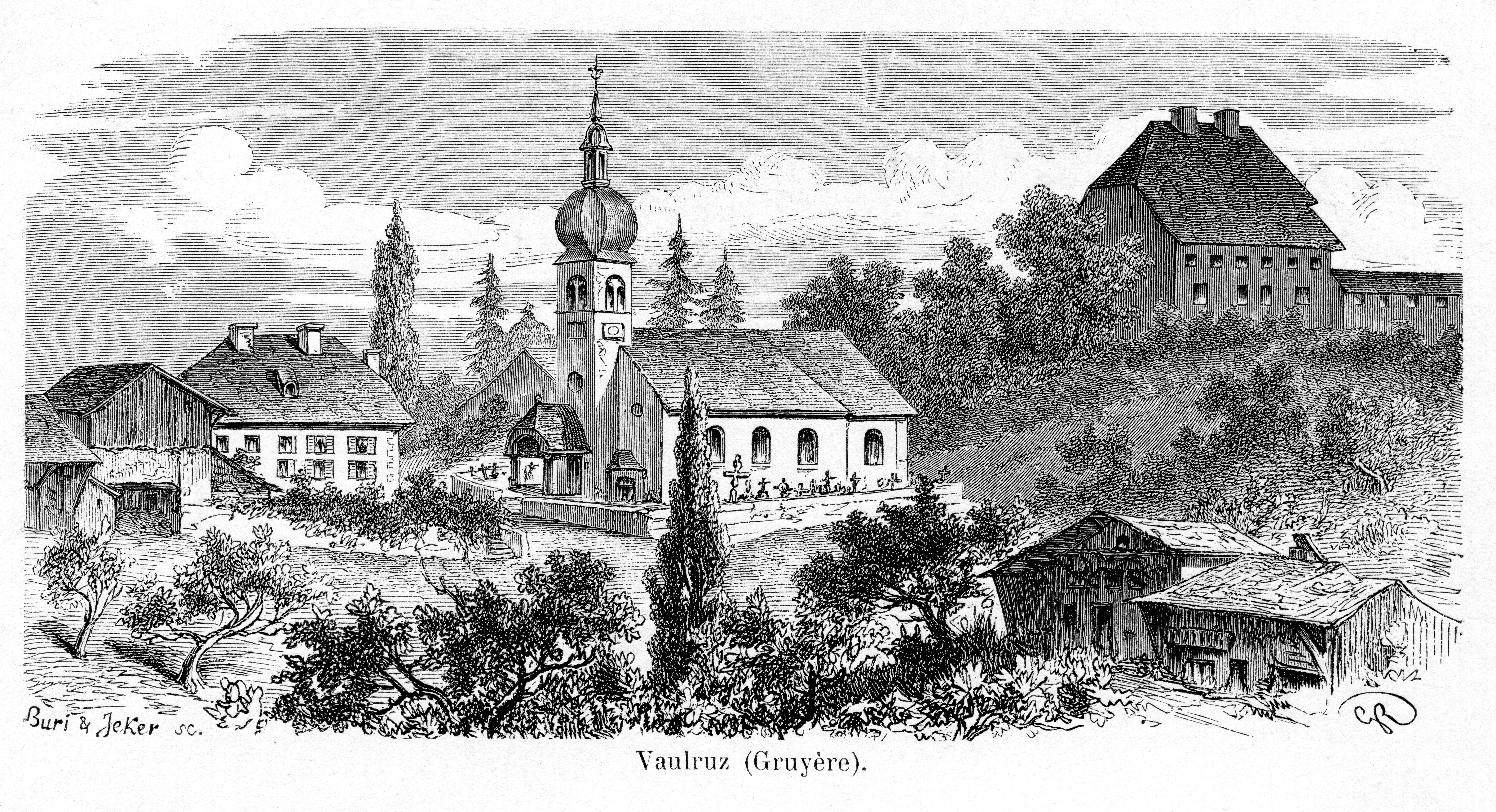
Le château (à droite) en 1869
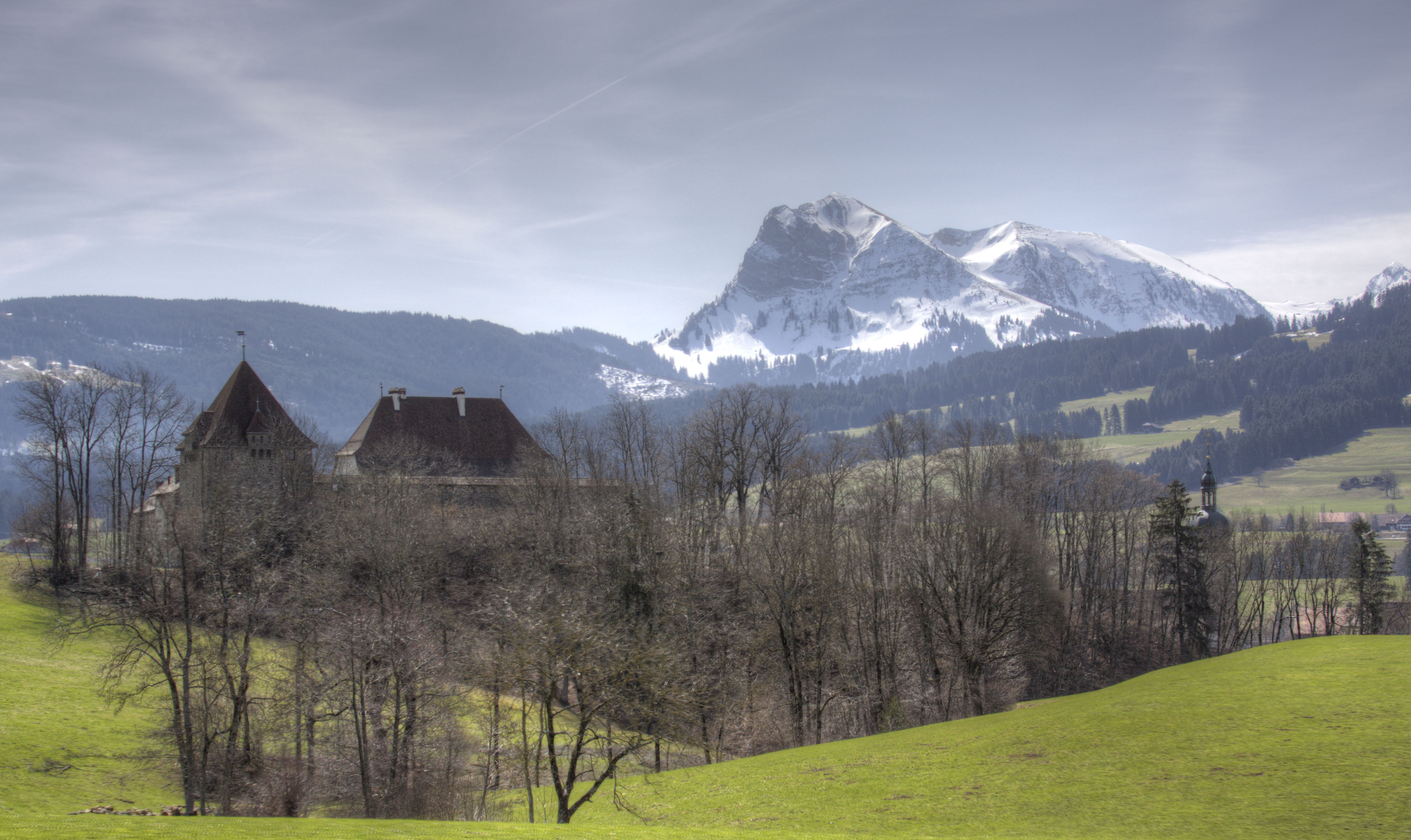
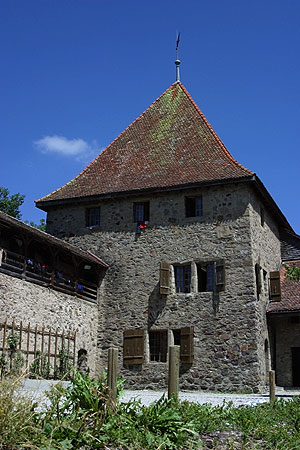
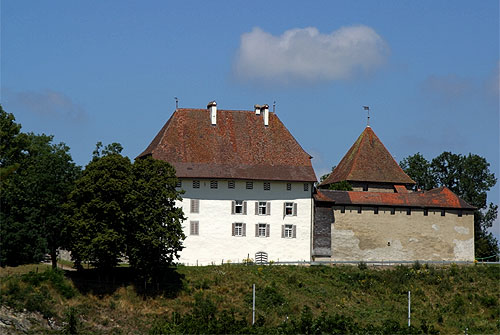